# Росевич, Мацей
Мацей Росевич (пол. Maciej Rosiewicz, груз. მასიეჟ როსიევიჩი; род. 31 июля 1977, Калиш, Калишское воеводство) — польский и грузинский легкоатлет, специалист по спортивной ходьбе. Выступал за сборные Польши и Грузии по лёгкой атлетике в 2004—2016 годах, победитель и призёр первенств национального значения, действующий рекордсмен Грузии в ходьбе на 20 км, участник летних Олимпийских игр в Лондоне.

## Биография
Мацей Росевич родился 31 июля 1977 года в городе Калиш, Польская Народная Республика.
Впервые заявил о себе в лёгкой атлетике на международном уровне в сезоне 2004 года, когда вошёл в состав польской национальной сборной и выступил в ходьбе на 50 км на Кубке мира в Наумбурге.
В 2005 году в той же дисциплине стартовал на Кубке Европы в Мишкольце.
В 2007 году отметился выступлением на Кубке Европы в Ройал-Лемингтон-Спа.
В октябре 2010 года на соревнованиях в австрийском Кремсе установил свой личный рекорд на дистанции 50 км — 3:55:48.
В 2011 году получил гражданство Грузии и начиная с этого времени представлял грузинскую национальную сборную.
Благодаря череде удачных выступлений удостоился права защищать честь Грузии на летних Олимпийских играх 2012 года в Лондоне — в ходьбе на 50 км занял итоговое 41-е место, показав результат 4:05:20.
После лондонской Олимпиады Росевич остался в составе грузинской легкоатлетической сборной на ещё один олимпийский цикл и продолжил принимать участие в крупнейших международных стартах. Так, в 2013 году он выступил в дисциплине 50 км на чемпионате мира в Москве, тогда как на соревнованиях в Польше установил ныне действующий национальный рекорд Грузии в ходьбе на 20 км — 1:26:23.
В 2014 году принял участие в чемпионате Европы в Цюрихе.
В 2016 году представлял Грузию на командном чемпионате мира по спортивной ходьбе в Риме.